# Amphioplus tumidus
Amphioplus tumidus is een slangster uit de familie Amphiuridae. Het is de typesoort van het geslacht Amphioplus. De wetenschappelijke naam van de soort werd als Amphiura tumida in 1878 gepubliceerd door Theodore Lyman.